# Elisabeth Bik
Elisabeth Margaretha Harbers-Bik (nacida en 1966) es una microbióloga holandesa y consultora de integridad científica. Bik es conocida por su trabajo detectando la manipulación de fotografías en publicaciones científicas, e identificando más de 4.000 casos potenciales de conductas de investigación inapropiadas, incluidos 400 artículos de investigación publicados por autores en China de una empresa "fábrica de artículos". Bik es la fundadora de Microbiome Digest, un blog con actualizaciones diarias sobre la investigación del microbioma, y el blog Science Integrity Digest.

## Primeros años y educación
Bik nació en los Países Bajos. Asistió a la Universidad de Utrecht donde se especializó en biología y continuó allí para su doctorado. Su disertación fue sobre el desarrollo de vacunas para nuevas clases de Vibrio cholerae involucradas en epidemias de cólera en India y Bangladés. Realizó su doctorado y sus estudios postdoctorales en el departamento de microbiología molecular del Instituto Nacional de Salud y Medio Ambiente en Bilthoven.

## Carrera profesional

### Actividad en el sector público
Después de recibir su doctorado, Bik trabajó para el Instituto Nacional de Salud Pública y Medio Ambiente de los Países Bajos y el Hospital St. Antonius en Nieuwegein, donde organizó el desarrollo de nuevas técnicas moleculares para identificar agentes infecciosos.

### Actividad académica
En 2001, Bik se mudó a California para trabajar en la Universidad de Stanford en el laboratorio de David Relman, donde su trabajo se centró en los microbiomas humanos, las especies microbianas no identificadas previamente en ellos y su diversidad entre individuos. Su trabajo exploró otros microbiomas mucosos, confirmando que la microbiota oral humana contiene géneros distintos de la microbiota intestinal.
Mientras estaba en Stanford, Bik trabajó en un proyecto de la Oficina de Investigación Naval para estudiar el microbioma de los delfines y leones marinos en San Diego. Descubrió que su microbioma era distinto al de otros mamíferos y estaba influenciado por el mar en el que vivían.

### Actividad privada
En 2016, Bik dejó Stanford para trabajar para uBiome, una compañía de biotecnología involucrada en la secuenciación de microbiomas humanos, antes de dejar la compañía en 2018 para trabajar a tiempo completo en el análisis de artículos científicos en busca de duplicación de imágenes y otras malas prácticas. En 2019, Bik anunció a través de Twitter que se tomaría un año libre en el trabajo remunerado para investigar la mala conducta científica.
uBiome declaró la bancarrota en septiembre de 2019 en medio de una investigación del FBI por fraude involucrando pagos de los seguros públicos de salud (Medicare), cargos repetidos a los mismos y presiones a médicos para la utilización de productos de la compañía. Zachary Schulz Apte y Jessica Sunshine Richman, cofundadores de uBiome, fueron acusados de fraude y lavado de dinero. En 2021, la SEC condenó a los fundadores de uBiome por Así mismo fueron condenados por el delito federal de fraude y blanqueamiento de capitales.

### Actividad en redes e investigación
En 2014, inició el blog Microbiome Digest, donde proporcionó comentarios fáciles de entender sobre artículos científicos recientes. El blog pronto se convirtió en un éxito y Bik solicitó la ayuda de sus colegas en Twitter para administrar el contenido. También es una colaboradora activa de Retraction Watch y PubPeer, destacando artículos científicos que presentan datos falsificados, duplicados y cuestionables, como en imágenes de western blots.
Junto con Arturo Cassadevall y Ferric Fang, Bik publicó un artículo en mBio investigando la prevalencia de estas prácticas cuestionables dentro de artículos científicos publicados, donde encontraron cerca de 400 artículos con manipulación intencional de figuras (es decir, alrededor de 800 imágenes duplicadas). Ella estima que la mitad de estos fueron creados con la intención de inducir a error. Bik es activa en Twitter, donde publica figuras potencialmente duplicadas para sus más de 114.000 seguidores en Twitter. Sus investigaciones han expuesto niveles significativos de mala conducta científica en varias revistas. En 2018, Bik apareció en el podcast de ciencia pop "Everything Hertz".
En 2019, Bik anunció a través de Twitter que se tomaría un año libre en el trabajo remunerado para investigar la mala conducta científica, el tema en el que fue coautora de una prueba preregistrada que sugería que "cultura académica, control de pares, efectivo- los incentivos de publicación basados en políticas nacionales de mala conducta, "pero no la presión para publicar, pueden afectar la integridad científica, siendo la nacionalidad un predictor más fuerte que los atributos individuales". Su análisis de 960 artículos recientes publicados en Molecular and Cellular Biology encontró que 59 (6,1%) contenían imágenes duplicadas de manera inapropiada, de las cuales 5 artículos se retiraron posteriormente y 41 artículos tenían correcciones publicadas, y condujo a un programa piloto de selección de imágenes en la revista que identificaba problemas con el 14,5% de las presentaciones posteriores.
En febrero de 2020, Science informó que Bik había identificado más de 400 artículos de investigación publicados en China durante los tres años anteriores, aparentemente todos provenientes de la misma empresa de "fábrica de papel" que ofrece un servicio completo de producción de artículos que describen investigaciones falsas para estudiantes de medicina a pedido. Bik dijo que "los estudiantes en China necesitan publicar un artículo para obtener su doctorado, pero no tienen tiempo para investigar, así que ese es un objetivo poco realista".
En marzo de 2020, al comentar la publicación de los resultados de un ensayo clínico de Didier Raoult sobre el efecto de la hidroxicloroquina contra COVID-19, identificó un conflicto de intereses y criticó fuertemente la metodología del estudio. La sociedad científica propietaria de la revista en la que se publicaron los resultados admitió que la publicación no estaba al nivel esperado por la sociedad, en particular debido a la falta de justificación de los criterios de selección y triaje de pacientes. Sin embargo, la sociedad refutó las acusaciones de conflicto de intereses, afirmando que se respetó el proceso de revisión por pares previo a la publicación porque Jean-Marc Rolain, siendo uno de los coautores del artículo y editor de la revista, no participó en la publicación. evaluación. El editor Elsevier anunció una evaluación independiente adicional para determinar si las preocupaciones sobre el artículo estaban bien fundadas.
El 5 de mayo de 2021, justo después del anuncio del abogado de Didier Raoult de que Bik estaba siendo demandado por IHU Marseille, la asociación francesa sin fines de lucro Citizen4Science (integrada por científicos y ciudadanos) publicó un comunicado de prensa con enlace a una petición denunciando el acoso a científicos y defensores de la integridad científica, mencionando específicamente a Elisabeth Bik, y pidiendo a las autoridades francesas que intervengan y a los periodistas que investiguen el asunto. Varios periódicos franceses informaron de inmediato sobre la iniciativa Citizen4Science. La petición incluida fue firmada por miles de científicos, sociedades académicas y ciudadanos de todo el mundo. The Guardian publicó un artículo el 22 de mayo de 2021, informando que Raoult había iniciado un proceso legal contra Bik. A esto le siguió un artículo en Science, actualizado el 4 de junio de 2021, en la edición impresa 6546; afirmando que más de 3,000 signatarios apoyaron la petición Citizen4Science.
El 8 de mayo de 2021, Lonni Besançon, investigador postdoctoral francés de la Universidad de Monash, escribió una carta abierta firmada por científicos para apoyar también a Elisabeth Bik. La carta, también mencionada en The Guardian, Science, and Nature, reunió firmas de más de 2200 científicos y 30 sociedades académicas.
Durante 2021, Bik incurrió en varias ocasiones en ataques en el medio Twitter a la empresa biotech estadounidense Cassava Sciences que había presentado los mejores resultados de la Historia en ensayos de fases iniciales sobre la Enfermedad de Alzheimer, utilizando para esto el ticker financiero de la empresa ($SAVA), situación que no se había dado antes, ya que el nombrar un ticker es práctica habitual de medios financieros o analistas del ámbito y nunca de científicos. Sus observaciones sobre los estudios del Dr. Wang (quien había realizado los primeros estudios de la molécula estudiada por Cassava Sciences, Simufilam) fueron finalmente rebatidas por el Journal of Neuroscience. 
Tras numerosos ataques directos y relaciones con otros usuarios que declararon ser inversores en corto de la empresa (contestaciones entre cuentas de reciente creación monotemáticas relacionadas todas entre sí y con Bik), se le relacionó con algún tipo de pago para actuar en connivencia con dichos ataques, dirigidos probablemente por algún competidor de la empresa citada. Se piensa que debido a la falta de colaboradores en su actividad habitual Bik encontró ese medio de subsistencia poniendo gravemente en duda su credibilidad. 
En noviembre de 2022, un usuario de Reddit publicó su análisis temporal de los "patreons" de los que Bik obtiene su salario (en su propio perfil de la red X, antes Twitter, admite estar desempleada) apareciendo un claro aumento de patrocinadores y del dinero de éstos justo antes de la Citizen Petition en contra de Cassava Sciences (posteriormente denegada por la FDA) y un claro descenso de ambos justo antes de la querella de la empresa en contra de los organizadores de la Citizen Petition, circunstancias que en muy baja probabilidad se pueden dar si Bik no formara parte del entramado de inversores cortos que intentaron destruir la empresa y su prometedora medicación contra el Alzheimer.

## Premios y reconocimientos
En noviembre de 2020, Bik recibió el premio Peter Wildy de la Sociedad de Microbiología del Reino Unido por su comunicación de la microbiología en la educación y al público.